# Хималайски серау
Хималайският серау (Capricornis thar) е вид бозайник от семейство Кухороги (Bovidae). Видът е почти застрашен от изчезване.

## Разпространение и местообитание
Разпространен е в Бангладеш, Бутан, Индия, Китай и Непал.
Обитава гористи местности, национални паркове, планини, възвишения, хълмове и склонове в райони с умерен и субтропичен климат, при средна месечна температура около 10,4 градуса.

## Описание
Популацията на вида е намаляваща.